# Opowieści kucyków
Opowieści kucyków (ang. My Little Pony Tales) – amerykańsko–kanadyjski serial animowany wyemitowany w latach 1992–1995, kontynuacja serialu Mój mały kucyk.

## Fabuła
Druga generacja małych kucyków opowiada o siedmiu zaprzyjaźnionych młodych kucykach, które mieszkają w Krainie Kucyków, społeczności antropomorficznych kucyków. Kucyki to Nutka, Serduszko, Gwiazdka, Karmel, Bystre Oczko, Łatka i Koniczynka. Żyją jak ludzie, chodzą do szkoły, odwiedzają lokalne lodziarnie, biorą udział w konkursach talentów, a nawet jeżdżą na rolkach. Jest to przeciwieństwo do poprzedniej serii, która obejmowała kucyki i ludzi. Niektóre dziewczyny kucyki zaczynają wykazywać romantyczne zainteresowanie kucykami płci męskiej, Teddym, Asem i Harpunem; nawet chodzą z nimi na randki. W każdym odcinku kucyki wykonują co najmniej jedną piosenkę.

## Postacie
- Gwiazdka (ang. Starlight) – kucyk koloru różowego. Jej grzywa jest żółta, a oczy niebieskie. Jej znaczkiem jest żółta gwiazda otoczona przez niebieskie gwiazdki. Grzywa i ogon są kręcone. Gdy dorośnie chce być nauczycielką. W wolnych chwilach pomaga matce w lodziarni. Podkochuje się w Asie, jednak ten woli Nutkę.
- Serduszko (ang. Sweetheart) – kucyk koloru białego. Jej grzywa i ogon są ciemnoróżowe, a oczy różowe. Jej znaczkiem jest ciemnoróżowe serce i 3 pomarańczowe. Grzywa i ogon są kręcone. Chce być lekarzem, gdy dorośnie. Podkochuje się w Teddy'm (z wzajemnością).
- Nutka (ang. Melody) – kucyk koloru ciemnoróżowego. Jej grzywa i ogon są niebieskie, oczy też. Jej znaczkiem jest żółty mikrofon i nuty. Grzywa i ogon są kręcone. Lubi śpiewać i ma własny zespół.
- Bystre Oczko (ang. Bright Eyes) – kucyk koloru błękitnego. Jej grzywa i ogon są pomarańczowe, a oczy różowe. Jej znaczkiem jest różowy notesik z niebieskim piórem. Grzywa i ogon są proste. Chce być ekologiem, gdy dorośnie. Podkochuje się w Harpunku, w 14. odcinku byli nawet na randce (na torze wrotkarskim).
- Łatka (ang. Patch) – kucyk koloru żółtego. Jej grzywa i ogon są różowe, a oczy żółte. Jej znaczkiem jest różowa łata. Grzywa i ogon są kręcone. Jest chłopczycą i chce być klaunem, gdy dorośnie.
- Koniczynka (ang. Clover) – kucyk koloru fioletowego. Jej grzywa i ogon są różowe, oczy też. Jej znaczkiem jest czterolistna koniczyna. Grzywa i ogon są proste. Jest trochę niezdarna. Marzy o byciu baletnicą, gdy dorośnie.
- Karmel (ang. Bon Bon) – kucyk koloru żółtego. Jej grzywa i ogon są fioletowe, oczy też. Jej znaczkiem jest niebieski cukierek. Grzywa i ogon są kręcone. Prowadzi pamiętnik. Marzy o byciu modelką, gdy dorośnie. Wydaje się zauroczona Asem.
- Teddy (ang. Teddy) – kucyk koloru niebieskiego. Jego grzywa i ogon są pomarańczowe, a oczy niebieskie. Jego znaczkiem jest czarny grzebień. Jego grzywa jest ułożona w irokeza. Nosi też ciemne okulary. W odcinku „Ploteczki” okazuje się, że śpi z misiem. Podkochuje się w Serduszku (z wzajemnością).
- As (ang. Ace) – kucyk koloru pomarańczowego. Jego grzywa i ogon są jasnożółte, a oczy niebieskie. Jego znaczkiem jest piłka nożna. Grzywa i ogon są proste. Jest bardzo wysportowany i gra w szkolnej drużynie piłki nożnej. Podkochuje się w Nutce, ale ta nie zwraca na niego uwagi.
- Harpunek (ang. Lancer) – kucyk koloru niebieskiego. Jego grzywa i ogon są pomarańczowe, a oczy niebieskie. Jego znaczkiem jest Fleur-de-lis. Grzywa i ogon są proste. Podkochuje się w Bystrym Oczku (z wzajemnością). Jest nieśmiały i spokojniejszy niż jego dwaj koledzy.
- Pani Rumak (ang. Miss Hackney) – kucyk koloru fioletowego. Jej grzywa i ogon są jasnofioletowe, a oczy fioletowe. Jej znaczkiem jest tablica. Jest nauczycielką kucyków. Grzywa i ogon są kręcone.
- Ojciec Serduszka – kucyk koloru białego. Jego grzywa i ogon są różowe, oczy też. Jego znaczkiem jest kasa. Grzywa i ogon są proste.
- Matka Serduszka – kucyk koloru białego. Jej grzywa i ogon są czerwone, a oczy różowe. Jej znaczkiem jest prezent. Jej grzywa jest związana gumką. Grzywa i ogon są proste.
- Amber (ang. Amber) – kucyk koloru białego. Jej grzywa i ogon są fioletowe, oczy też. Jej znaczkiem jest różowy lizak. Ma białą kokardę na ogonie. Młodsza siostra Karmel. Grzywa i ogon są kręcone.
- Ptyś (ang. Twink) – kucyk koloru żółtego. Jego grzywa i ogon są zielone, a oczy fioletowe. Jego znaczkiem jest złota gwiazda. Młodszy brat Karmel. Grzywa i ogon są puszyste.
- Mgiełka (ang. Misty) – kucyk koloru jasnożółtego. Jej grzywa i ogon są różowe, a oczy fioletowe. Jej znaczkiem jest niebieski telefon. Grzywę ma związaną gumką. Starsza siostra Karmel. Grzywa i ogon są proste.
- Rudzuś (ang. Rusty) – kucyk koloru żółtego. Jego grzywa i ogon są pomarańczowe, a oczy fioletowe. Jego znaczkiem są kij i piłka do baseballu. Nosi niebieską czapkę. Młodszy brat Karmel. Grzywa i ogon są proste.
- Bąbel – kucyk koloru jasnożółtego. Jego grzywa i ogon są niebieskie, a oczy fioletowe. Jego znaczkiem jest zielona grzechotka. Młodszy brat Karmel. Grzywa i ogon są kręcone.
- Ojciec Karmel – kucyk koloru żółtego. Jego grzywa i ogon są niebieskie, a oczy fioletowe. Jego znaczkiem jest wąż ogrodowy. Grzywa i ogon są proste.
- Matka Karmel – kucyk koloru żółtego. Jej grzywa i ogon są różowe, a oczy fioletowe. Jej znaczkiem jest kawałek tortu. Grzywa i ogon są proste.
- Bim-Bom (ang. Jing-a-Ling) – kucyk koloru jasnofioletowego. Jej grzywa i ogon są pomarańczowe, a oczy niebieskie. Jej znaczkiem jest dzwonek. Młodsza siostra Nutki. Grzywa i ogon są kręcone.
- Bom-Bim (ang. Ting-a-Jing) – - kucyk koloru jasnofioletowego. Jej grzywa i ogon są pomarańczowe, a oczy niebieskie. Jej znaczkiem jest dzwonek. Młodsza siostra Nutki. Grzywa i ogon są kręcone.
- Matka Nutki - kucyk koloru fioletowego. Jej grzywa i ogon są jasnofioletowe, a oczy niebieskie. Jej znaczkiem jest zegar. Grzywa i ogon są kręcone. Jest pielęgniarką.
- Matka Koniczynki – kucyk koloru fioletowego. Jej grzywa i ogon są czerwone, a oczy różowe. Jej znaczkiem jest żółta książka. Grzywa i ogon są proste.
- Ojciec Koniczynki – kucyk koloru fioletowego. Jego grzywa i ogon są pomarańczowe, a oczy różowe. Jego znaczkiem jest brązowy bumerang. Grzywa i ogon są proste. Zajmuje się skupem złomu.
- Matka Gwiazdki – kucyk koloru czerwonego. Jej grzywa i ogon są żółte, a oczy niebieskie. Jej znaczkiem są 2 żółte kwiaty. Grzywa i ogon są kręcone. Jest właścicielką salonu fryzjerskiego i lodziarni.
- Słodka (ang. Sugar) – kucyk koloru białego. Jej grzywa i ogon są różowe, oczy też. Na głowie nosi zieloną kokardę. Młodsza siostra Serduszka. Grzywa i ogon są proste.
- Malinka (ang. Peaches) – kucyk koloru białego. Jej grzywa i ogon są różowe, oczy też. Na głowie nosi zieloną kokardę. Młodsza siostra Serduszka. Grzywa i ogon są kręcone.
- Kucyk koloru białego. Jej grzywa i ogon są różowe, oczy też. Na głowie nosi zieloną kokardę. Młodsza siostra Serduszka. Grzywa i ogon są proste.
- Ojciec Łatki – kucyk koloru pomarańczowego. Jego grzywa i ogon są zielone, a oczy żółte. Jego znaczkiem jest domek. Nosi niebieski krawat. Grzywa i ogon są proste.
- Matka Łatki – kucyk kolory pomarańczowego. Jej grzywa i ogon są różowe, a oczy żółte. Jej znaczkiem jest niebieski kłębek wełny. Grzywa i ogon są proste.
- Róża (ang. Rosy) – kucyk koloru żółtego. Jej grzywa i ogon są różowe, ale farbuje je na granatowo, a oczy są żółte. Jej znaczkiem jest różowa róża. Grzywa i ogon są proste.
- Tęczuś – kucyk koloru białego. Jego grzywa i ogon są żółte, pomarańczowe, zielone i różowe, a oczy zielone. Jego znaczkiem jest deskorolka. Grzywa i ogon są proste.
- Pan Tęcza (ang. Mr. Barrington lub Daddy Berrytown) – kucyk koloru białego. Jego grzywa i ogon są żółte, pomarańczowe, zielone i różowe, a oczy zielone. Jego znaczkiem jest samochód. Grzywa i ogon są proste.
- Pani Tęcza (ang. Mrs. Barrington lub Mummy Berrytown) – kucyk koloru białego. Jej grzywa i ogon są żółte, pomarańczowe, zielone i różowe, a oczy zielone. Jej znaczkiem jest torba z zakupami. Grzywa i ogon są proste.
- Wisienka (ang. Posey, Cherry lub Baby Berrytown) – kucyk koloru białego. Jej grzywa i ogon są żółte, pomarańczowe, zielone i różowe, a oczy zielone. Jej znaczkiem jest trzykołowy rower. Grzywa i ogon są proste.
- Baletka (ang. Meadowlark) – kucyk koloru fioletowego. Jej grzywa i ogon są żółte, czasem splata grzywę w warkocz, a oczy różowe. Jej znaczkiem jest but do tańca i gwiazda. Starsza siostra Koniczynki, wyszła za mąż za Cheval'a. Grzywa i ogon są proste.
- Cheval (ang. Cheval) – kucyk koloru jasnożółtego. Jego grzywa i ogon są czerwone, a oczy brązowe. Jego znaczkiem jest odznaka. Grzywa i ogon są proste. Mąż Baletki.
- Kolba (ang. Corny) – kucyk koloru różowego. Jego grzywa i ogon są żółte, niebieskie, fioletowe i ciemnoróżowe, a oczy fioletowe. Jego znaczkiem jest kukurydza. Grzywa i ogon są proste.
- Stokrotka (ang. Daisy lub Baby Meadowsweet) – kucyk koloru różowego. Jej grzywa i ogon są żółte, niebieskie, fioletowe i ciemnoróżowe, a oczy fioletowe. Jej znaczkiem są stokrotki. Grzywa i ogon są proste.
- Pani Wiązówka (ang. Mrs. Meadowsweet lub Mummy Meadowsweet) – kucyk koloru różowego. Jej grzywa i ogon są żółte, niebieskie, fioletowe i ciemnoróżowe, a oczy fioletowe. Jej znaczkiem są 2 czerwone jabłka. Grzywa i ogon są proste.
- Pan Wiązówka (ang. Mr. Meadowsweet lub Daddy Meadowsweet) – kucyk koloru różowego. Jego grzywa i ogon są żółte, niebieskie, fioletowe i ciemnoróżowe, a oczy fioletowe. Jego znaczkiem są 2 pomarańczowe motyle. Grzywa i ogon są proste.
- Piękne Uderzenie (ang. Pretty Beat) – kucyk koloru różowego. Jej grzywa i ogon są niebieskie z czerwonym paskiem w grzywie, a oczy fioletowe. Jej znaczkiem są 2 żółte kwadraty i czerwone koło. Grzywa i ogon są proste. Gra na perkusji.
- Melodyjna (ang. Tuneful) – kucyk koloru ciemnozielonego. Jej grzywa i ogon są pomarańczowe ze srebrnym paskiem w grzywie, a oczy różowe. Jej znaczkiem są 2 pomarańczowe i 3 fioletowe kwadraty. Grzywa i ogon są proste. Gran na keyboardzie.
- Słodkie Nuty (ang. Sweet Notes) – kucyk koloru czerwonego. Jej grzywa i ogon są żółte z różowym paskiem w grzywie, grzywa jest związana niebieską wstążką, a oczy niebieskie. Jej znaczkiem jest niebieskie kółko, fioletowy trójkąt i żółty prostokąt. Grzywa i ogon są proste. Gra na gitarze.
- Gama (ang. Half Note) kucyk koloru pomarańczowego. Jej grzywa i ogon są różowe z żółtym paskiem w grzywie, grzywa jest spleciona w warkocz, a oczy żółte. Jej znaczkiem jest różowy trójkąt, gwiazdka i zielone kółko. Grzywa i ogon są proste. Gra na gitarze.
- Moki – kucyk koloru pomarańczowego. Jej grzywa i ogon są niebieskie, różowe, żółte i fioletowe, a oczy niebieskie. Jej znaczkiem jest fioletowa lilia. Nosi czerwony naszyjnik z kwiatków, a w grzywie ma różowy kwiat. Grzywa i ogon są proste.
- Mami (ang. Mummy Sunbright) – kucyk koloru pomarańczowego. Jej grzywa i ogon są niebieskie, różowe, żółte i czerwone, a oczy niebieskie. Jej znaczkiem jest różowa i biała muszla. Nosi muszelkę na szyi. Grzywa i ogon są proste.
- Ichi (ang. Baby Sunbright) – kucyk koloru pomarańczowego. Jego grzywa i ogon są niebieskie, różowe, żółte i fioletowe, a oczy niebieskie. Jego znaczkiem jest czerwona i zielona ryba wskakujące do wody. Nosi wianek z żółtych kwiatów. Grzywa i ogon są proste.
- Papi (ang. Daddy Sunbright) – kucyk koloru pomarańczowego. Jego grzywa i ogon są niebieskie, różowe, żółte i czerwone, a oczy niebieskie. Jego znaczkiem jest statek. Grzywa i ogon są proste.
- Gwiezdne Światło (ang. Starglow) – pegaz koloru niebieskiego. Jej grzywa i ogon są czerwone i zielone, oczy zielone, a skrzydła jasnoniebieskie. Jej znaczkiem jest pomarańczowe pianino, poza tym jest cała w białe gwiazdki. Grzywa i ogon są proste.
- Wesołe Światło (ang. Happyglow) – pegaz koloru jasnoróżowego. Jej grzywa i ogon są niebieskie i białe, oczy fioletowe, a skrzydła różowe. Jej znaczkiem są 2 niebieskie czapki, poza tym cała jest w pomarańczowe gwiazdki.
- Jasne Światło (ang. Brightglow) – pegaz koloru pomarańczowego. Jej grzywa i ogon są różowe, oczy niebieskie, a skrzydła żółte. Jej znaczkiem są 2 żółte gołębie, poza tym cała jest w żółte gwiazdki. Grzywa i ogon są proste.
- Oślepiające Światło (ang. Dazzleglow) – alicorn (skrzydlaty jednorożec) koloru różowego. Jej grzywa i ogon są białe i niebieskie, oczy różowe, a skrzydła białe. Jej znaczkiem są 2 żółte parasolki, poza tym cała jest w niebieskie gwiazdki. Grzywa i ogon są proste. Za pomocą rogu potrafi naprawiać zniszczone rzeczy.

## Obsada (głosy)
- Willow Johnson – Gwiazdeczka
- Maggie Blue O’Hara – Serduszko
- Kelly Sheridan – Nutka
- Laura Harris - 
  - Bystre Oczko
  - Melodyjna
- Venus Terzo – Łatka (odc. 1 – 16)
- Brigitta Dau – Łatka (odc 17 – 26)
- Lalainia Lindbjerg – Koniczynka
- Chiara Zanni – Karmel
- Tony Sampson – Teddy
- Brad Swaile – As
- Shane Meier – Harpunek
- Kate Robbins – pani Rumak
- Dolly Antito - 
  - Koń
  - Gama
- Paco Shakespeare – Skowronek Z Łąki
- Claire Cleena - 
  - Piękne Uderzenie
  - Słodkie Nuty
- Richard Ian Cox – Ojciec Koniczynki

## Wersja polska
W Polsce serial emitowany był na TVN w paśmie Bajkowe kino.
Wersja polska: Master Film na zlecenie TVN
Reżyseria: Miriam Aleksandrowicz
Dialogi: Dorota Filipek-Załęska
Dźwięk: Monika Szuszkiewicz
Montaż: Krzysztof Podolski
Teksty piosenek: Andrzej Brzeski
Kierownictwo produkcji: Agnieszka Wiśniowska
Wystąpili:
- Olga Bończyk – Nutka
- Krystyna Kozanecka – Serduszko
- Dorota Lanton – Gwiazdeczka
- Aleksandra Maj – Karmel
- Lucyna Malec – Bystre Oczko
- Agnieszka Pilaszewska – Łatka
- Maria Winiarska – Koniczynka

oraz
- Agata Gawrońska – Teddy
- Cezary Kwieciński – Kolba
- Brygida Turowska – Harpunek
- Joanna Wizmur – As
- Janusz Wituch
- Tomasz Bednarek
- Jacek Czyż
- Anna Apostolakis
- Małgorzata Drozd
- Wojciech Paszkowski

i inni
Lektor: Maciej Czapski

## Lista odcinków
| Nr             | Polski tytuł                 | Angielski tytuł               |  |
| -------------- | ---------------------------- | ----------------------------- |  |
|                |                              |                               |  |
| SERIA PIERWSZA |                              |                               |  |
|                |                              |                               |  |
| 01             | Piżama-Party                 | Slumber Party                 |  |
| 02             | Chora z urojenia             | Too Sick to Notice            |  |
| 03             | Konkurs kuc-roka             | The Battle of the Bands       |  |
| 04             | Naszym zwycięzcą jest...     | And The Winner Is...          |  |
| 05             | Bądź po mojej stronie        | Stand By Me                   |  |
| 06             | Herbatka u kucynek           | The Tea Party                 |  |
| 07             | Bal kostiumowy               | The Masquerade                |  |
| 08             | Imbryczek szczęścia          | Out of Luck                   |  |
| 09             | Szkolne przedstawienie       | The Play's the Thing          |  |
| 10             | Ploteczki                    | Shop Talk                     |  |
| 11             | ?                            | The Impractical Joker         |  |
| 12             | ?                            | The Great Lemonade Stand Wars |  |
| 13             | Blues o błękitnej wstążeczce | Blue Ribbon Blues             |  |
| 14             | Rock n' roll na wrotkach     | Roll around the Clocks        |  |
| 15             | ?                            | Princess Problems             |  |
| 16             | Jabłuszko dla Gwiazdki       | An apple for Starlight        |  |
| 17             | ?                            | Up, up and Away               |  |
| 18             | ?                            | Sister of the Bride           |  |
| 19             | Ptasie piórka                | Birds of a Feather            |  |
| 20             | Trema arlekina               | Send in the Clown             |  |
| 21             | Sto lat, Serduszko           | Happy Birthday Sweetheart     |  |
| 22             | Żegnaj, żabciu               | Gribet                        |  |
| 23             | ?                            | Bon Bon's Diary               |  |
| 24             | ?                            | Just for Kicks                |  |
| 25             | Kucyki z wysp tropikalnych   | Ponies in Paradise            |  |
| 26             | Kto za to odpowiada?         | Who's Responsible             |  |